# Кононенко, Виктор Олимпанович
Виктор Олимпанович Кононенко (11 сентября 1918 года, Короча — 29 июля 1975 года, Киев) — советский учёный в области механики, академик Академии наук Украинской ССР, лауреат Премии Н. М. Крылова АН УССР.

## Биография
Родился в семье учителя. Рано потерял мать (1919) и воспитывался мачехой.
Окончил Харьковский институт инженеров железнодорожного транспорта (1942). Работал на инженерных должностях в различных организациях Министерства путей сообщения в Ташкенте, Киеве. В 1946 году перешёл в Институт строительной механики АН УССР. С 1946 по 1949 год обучался в аспирантуре АН УССР (Киев). С 1949 по 1952 год — старший научный сотрудник в АН УССР.
В 1952—1965 годах работал в Москве. Старший научный сотрудник Лаборатории измерительных приборов АН СССР, затем — лаборатории динамической прочности деталей машин Института машиноведения АН СССР. Доктор технических наук (1954, тема диссертации «Автоколебания в механических системах, обусловленные трением»).
С 1962 по 1965 год — заведующий отделом прикладной механики в Научно-исследовательском институте механики МГУ.
В 1964 году избран действительным членом Академии наук УССР и вскоре возглавил Институт механики АН УССР, переехал в Киев. Руководителем Института механики был до последних дней своей жизни.
Преподавал также в Московском и Киевском университетах (с 1958 — профессор).
Умер от инфаркта. Похоронен на Байковом кладбище.

## Научная деятельность
Вел исследования по теории нелинейных колебаний механических систем, теории измерительных приборов, динамике специальных машин, прочности материалов и конструкций, теории и техническим средствам автоматического управления, теории летательных аппаратов, автоколебаний в механических системах, анализу взаимодействия колебательных систем с источниками энергии, почти периодических колебаний в нелинейных системах с изменяющимися параметрами, пространственных нелинейных колебаний твердых тел.

## Избранные труды
- Колебательные системы с ограниченным возбуждением. — М.: Наука, 1964. — 254 с.

## Награды
Орден Трудового Красного Знамени
Премия имени Н. М. Крылова Академии наук УССР за цикл работ «Исследование динамического взаимодействия колебательных систем с источниками энергии» (1976, посмертно).